# Liste der Einträge im National Register of Historic Places im Oregon County

Lage des Oregon County in Missouri

Die Liste der Einträge im National Register of Historic Places im Oregon County in Missouri führt die Bauwerke und historischen Stätten im Oregon County auf, die in das National Register of Historic Places aufgenommen wurden.
| [ 3 ] | Name                            | Bild | Eintragsdatum        | Lage                                                             | Ort      | Beschreibung |
| ----- | ------------------------------- | ---- | -------------------- | ---------------------------------------------------------------- | -------- | ------------ |
| 1     | Greer Mill                      |      | 2006 ID-Nr. 05001551 | MO 19 rund 15 km nördlich von Alton 36° 47′ 11″ N, 91° 20′ 33″ W | Alton    |              |
| 2     | Pigman Mound Archeological Site |      | 1971 ID-Nr. 71000472 | Adresse nicht veröffentlicht                                     | Riverton |              |